# کلیسای مریم مقدس (آیگهوویت)
کلیسای مریم مقدس (ارمنی: Սուրբ Աստվածածին եկեղեցի؛ انگلیسی: St. Mary) یک کلیسا متعلق به کلیسای حواری ارمنی واقع در شهر آیگهوویت، استان تاووش ارمنستان می‌باشد. ساخت و ساز این ساختمان در ۱۸۸۹ میلادی؛ به پایان رسید. این بنا به سبک معماری ارمنی طراحی شده است.